# دليلة (فلم)
دليلة (بالإنجليزية: Dalilah Or Dalila)، فيلم سينمائي استعراضي رومانسي مصري، إنتاج 1956 إخراج: محمد كريم، تأليف: علي أمين تمثيَل: شادية، عبد الحليم حافظ، زوزو ماضي، رشدي أباظة، عبد الوارث عسر، فردوس محمد، زبيدة ثروت، وهو أول فيلم مصري ملون بطريقة السكوب.

## قصة الفيلم
الشاب الفقير محمود فتحي (عبد الحليم حافظ) يعمل كهربائيًّا ويهوى الموسيقى والتلحين، تسكن معه في نفس المنزل الفتاة اليتيمة دليلة (شادية) التي تحبه ويبادلها الحب، يتجه في تلحينه نحو التجديد والذي لا يُقابل بالاستجابة، يكتشف أن حبيبته مريضة بالسل وأن علاجها يحتاج إلى مبلغ كبير لذلك فهو يوافق أن يغني بأسلوب لا يرضى عنه لتدبير المبلغ، تقرر الفتاة أن تضحي بنفسها فتنتحر لتحرره من هذا الوضع ولكي يعيش فنه الراقي. يستولي عليه اليأس، تلح عليه سيدة ثرية فكرية هانم (زوزو ماضي) أن يستأنف مشواره الفني الراقي.

## فريق العمل
- بطولة:
  - شادية... دليلة
  - عبد الحليم حافظ... محمود فتحي
  - زوزو ماضي... فكرية هانم
  - رشدي أباظة... محسن
  - عبد الوارث عسر... الأستاذ حسني
  - فردوس محمد... خالة بهية
  - زبيدة ثروت... إحدى صديقات عنايات
  - ماري عز الدين... سنية المطربة
  - أحمد الحداد... الأخرس
  - عدلي كاسب... مدير الإذاعة
  - عبد المنعم إسماعيل... عبده
  - فوزي درويش... صاحب شركة الأسطوانات
  - عزت الجاهلي... الأستاذ برعي مدير الفرقة
  - عليه فوزي... ابتهاج صاحبة الفرقة
  - سلوى عز الدين... شغالة عنايات هانم
  - فوزية إبراهيم... صديقة محسن
  - فيفي سلامة... إحدى الراقصات
  - إيلين دياتو... إحدى الراقصات
  - تهاني راشد... إحدى صديقات عنايات
  - جورج يوردانيدس... خريستو
  - سيد العربي... '
  - حسين إسماعيل... أحد مشاهدين الحفل
  - خالد العجباني... أحد ضيوف الحفل
  - رجاء سراج... إحدى الفتايات
  - كاميليا... وجه جديد
  - نبيلة... وجه جديد

## أغاني الفيلم
| الأغنية            | الملحن      | المؤلف     | غناء                   |
| ------------------ | ----------- | ---------- | ---------------------- |
| اللي انشغلت عليه   | كمال الطويل | حسين السيد | عبد الحليم حافظ        |
| حبيب حياتي         | كمال الطويل | حسين السيد | عبد الحليم حافظ        |
| حرام يانار         | محمد الموجي | حسين السيد | عبد الحليم حافظ        |
| كان فيه زمان       | محمد الموجي | حسين السيد | عبد الحليم حافظ        |
| الحق عليه ويخاصمني | منير مراد   | حسين السيد | عبد الحليم حافظ        |
| أحنا كنا فين       | منير مراد   | حسين السيد | عبد الحليم حافظ، شادية |
| متقولش بكرة        | منير مراد   | حسين السيد | شادية                  |

## روابط خارجية
- مقالات تستعمل روابط فنية بلا صلة مع ويكي بيانات
- صفحة الفيلم على موقع السينما
- صفحة الفيلم على قاعدة بيانات الأفلام على الإنترنت